# Biblioteca Pública do Paraná

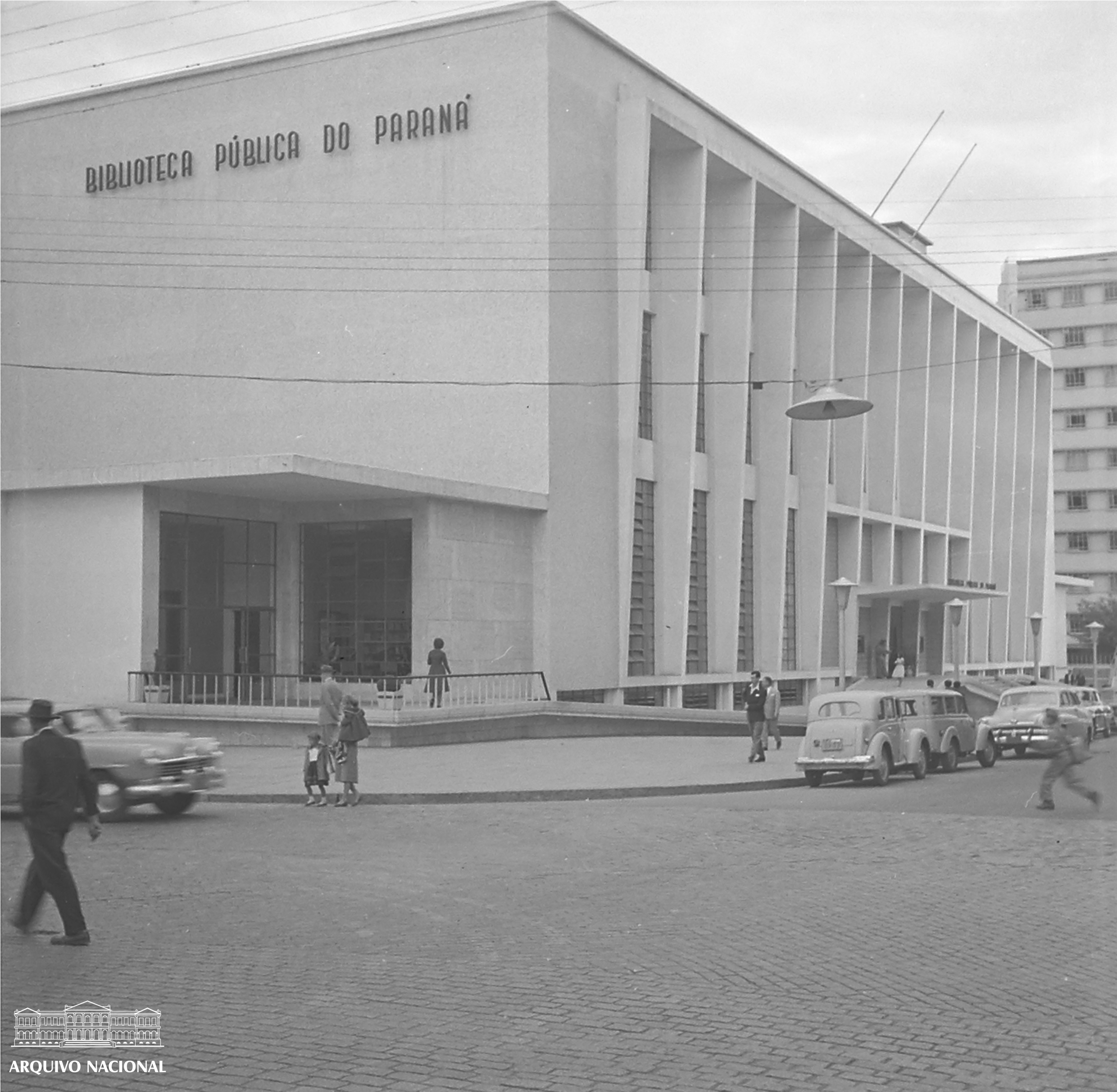
Fachada da Biblioteca Pública do Paraná, Curitiba, em 1955

A Biblioteca Pública do Paraná é uma instituição cultural situada em Curitiba e mantida pelo governo do Paraná, fundada em 7 de março de 1857 por José Antônio Vaz de Carvalhais, vice-presidente da província do Paraná.
Possui em seu acervo mais de 470 mil livros, inclusive em braille, além de jornais, revistas, mapas, partituras musicais, manuscritos, discos de vinil, compact discs (CD), vídeos, fitas cassetes, diafilmes e slides, entre outras mídias. Além do acervo, a instituição oferece espaço para exposições, lançamentos de livros, seminários, palestras, oficinas de literatura, artes plásticas e artesanato, projeções de filmes e vídeos, leituras de poesias, apresentações musicais e outros eventos culturais.
A sua sede tem área de 8,5 mil m² e foi inaugurada pelo governador Bento Munhoz da Rocha Netto em 19 de dezembro de 1954, durante as comemorações do "Centenário da Emancipação Política do Paraná".
Funciona no local uma representação regional do Escritório de Direitos Autorais da Fundação Biblioteca Nacional, onde podem ser registradas obras inéditas e publicadas.